# Niños robados (minisèrie)
Niños robados és una minisèrie de televisió basada en un fet històric que recrea la història de dos joves que es veuen obligades a afrontar els seus respectius embarassos en solitari a l'època franquista de l'Espanya de 1970. Després de nou mesos de gestació, ambdues donen a llum al mateix centre hospitalari, encara que en diferents circumstàncies, i són separades dels seus bebès després del part.

## Antecedents
La història del projecte es remunta el mes de juny de 2012 quan el canal de televisió espanyol Telecinco va anunciar que preparava una sèrie de ficció real sobre nens robats a la dècada de 1970. Tanmateix també va tenir influència en la producció la repercussió del mediàtic cas de Sor María, religiosa espanyola que va saltar als mitjans de comunicació com una de les presumptes responsables del robatori de nens, en les clíniques de maternitat madrilenyes en la segona meitat del segle XX.

## Història
A pesar que la cadena espanyola Antena 3 va ser la primera interessada a adaptar un projecte sobre la història dels nens robats a Espanya, temps més tard el grup de comunicació Mediaset España Comunicación aanunciava que tenia la intenció de produir la seva pròpia versió dels fets per al seu principal canal, Telecinco, sota la marca provisional Niños robados. La cadena de Grup Planeta va iniciar a la fi del mes de març de 2011 el seu projecte anomenat Historias robadas i aquest narrava la història de dos germans bessons que van ser separats en néixer. No obstant això, la minisèrie en la qual treballava Mediaset a mitjan juny de 2012, comptaria el drama que van viure aquestes famílies en la dècada dels 70 des que van perdre als seus bebès fins a la data actual. Totes dues produccions van comptar amb dos episodis per a la seva emissió, i encara que Telecinco es va proposar estrenar la seva sèrie abans que la seva cadena rival, Antena 3, aquesta ho va fer primer. La ficció d'Atresmedia Televisión es va emetre durant el mes de setembre de 2012, mentre que la de Mediaset ho va fer un any després, a mitjan octubre de 2013, en Telecinco cedit d'un espai de debat centrat en el cas dels nens robats amb reportatges i testimoniatges reals. El telefilme també té un programa amb casos reals anomenat Niños robados, ¿dónde están? i està presentat pel periodista Jordi González.

## Argument
Les trames de Niños robados giren entorn de dues noies joves d'Espanya que es veuen obligades a afrontar els seus respectius embarassos en solitari a la dècada del 1970. Una d'elles, Violeta, passa els seus últims mesos de gestació en una casa d'acolliment d'una congregació religiosa situada a Madrid, mentre que l'altra, Conchita, resideix temporalment en un pis de Bilbao regentat per una dona de l'alta societat. Una vegada culminats els nou mesos del període de gestació, ambdues donen a llum en la mateixa clínica, encara que en diferents circumstàncies, i són separades dels seus bebès després del part. Aquesta situació marca tràgicament les seves vides, que transcorren per separat fins que temps després, una jove anomenada Susana truca a la porta de Conchita a la recerca de la seva identitat. Aquest fet constitueix per tant el punt d'un viatge vital que revela el que realment va succeir aquest dia en què Violeta i Conchita van donar a llum.

## Equip tècnic

### Producció
Durant sis setmanes, l'equip de producció va acollir a prop de quaranta punts d'enregistrament diferents, situats a les ciutats de Madrid i Bilbao, així com en el municipi d'Alcobendas i en la localitat segoviana de San Rafael. Quant als escenaris elegits per a la ficció, la direcció va triar dos immobles històrics: l'antic Hospital Puerta de Hierro, i l'Institut Cardenal de Cisneros; a més, en les imatges dels exteriors figuren el Museu del Ferrocarril de Madrid, el Cementiri de l'Almudena, el centre geriàtric L'Aurora i diversos carrers de la capital bilbaïna. Així mateix, per a representar els interiors dels edificis es van utilitzar uns decorats a l'estil dels anys 70 amb l'objectiu de dotar d'autenticitat aquest relat.

## Repartiment
- Conchita està interpretada per Nadia de Santiago (de jove) en el primer capítol i per Pepa Aniorte (d'adulta) en el segon.
- Violeta està interpretada per Macarena García (de jove) en el primer capítol i per Manuela Paso (d'adulta) en el segon.
- Sor Eulalia està interpretada per Blanca Portillo.
- Sor Herminia està interpretada per Silvia Marty.
- Doctor Mena està interpretat per Emilio Gutiérrez Caba.
- Dolores del Prat està interpretada per Belinda Washington.
- Susana està interpretada per Adriana Ugarte.
- Elisa està interpretada per Alicia Borrachero.
- Ricardo està interpretat per Eduard Farelo.
- Óscar está interpretado per Diego Martín.
- Álex està interpretat per Patrick Criado.
- Juan està interpretat per Víctor Sevilla (de jove) en el primer capítol.

## Episodis i audiències
| Episodi | Títol                          | Data d'emissió       | Audiència         | Ref.   |
| ------- | ------------------------------ | -------------------- | ----------------- | ------ |
| 1       | «Niños robados (Primera part)» | 16 d'octubre de 2013 | 4.079.000 (22,3%) | [ 15 ] |
| 2       | «Niños robados (Segona part)»  | 17 d'octubre de 2013 | 3.757.000 (22,1%) | [ 16 ] |

### Audiència a Itàlia
A Itàlia, Niños robados, sota el títol Io ti troverò, va ser emesa el 30 d'abril de 2015 amb una audiència de 3.337.000 espectadors i 15,2% de share.

### Audiència a Argentina
A Argentina Niños robados va ser estrenada el 18 i 19 de maig de 2015, i restrenada el 4 i 5 de gener de 2016.
| Episodi | Títol                          | Data d'estrena     | Audiència |
| ------- | ------------------------------ | ------------------ | --------- |
| 1       | «Niños robados (Primera part)» | 18 de maig de 2015 | 10.8      |
| 2       | «Niños robados (Segona part)»  | 19 de maig de 2015 | 13.0      |

| Episodi | Títol                          | Data d'estrena     | Audiència |
| ------- | ------------------------------ | ------------------ | --------- |
| 1       | «Niños robados (Primera part)» | 4 de gener de 2016 | 9.9       |
| 2       | «Niños robados (Segona part)»  | 5 de gener de 2016 | 12.3      |

Fone: IBOPE (Argentina)